# Ворожі води
Ворожі води (англ. Hostile Waters) — трилер режисера Девіда Друрі 1997 року. Фільм засновано на реальних подіях, що відбулися у 1986 році, незадовго до відомої зустрічі Горбачова і Рейґана в Рейк'явіку.

## Сюжет
1986 рік. Радянський підводний човен з шістнадцятьма ядерними боєголовками на облавку зіштовхується з американською субмариною в територіальних водах США. В результаті отриманих пошкоджень на човні почалася пожежа, виникла загроза вибуху. Ядерні ракет в разі детонації можуть зруйнувати половину всього східного узбережжя Штатів і капітан приймає рішення — затопити човен і запобігти вибуху.

## У ролях
| Актор           | Роль                        |
| --------------- | --------------------------- |
| Рутгер Гауер    | капітан Британов            |
| Мартін Шин      | шкіпер Аврори               |
| Макс фон Сюдов  | адмірал Чернавін            |
| Колм Фіор       | Пшенічний                   |
| Роб Кемпбелл    | Сергій Премінін             |
| Гарріс Юлін     | адмірал Квінн               |
| Реджина Тейлор  | лейтенант Кертіс            |
| Джон Ротмен     | офіцер Аврори               |
| Майкл Еттвелл   | Кузьменко                   |
| Домінік Монаган | Саша                        |
| Пітер Гіннес    | Владимиров                  |
| Джеймс Е. Керр  | Азнабаєв                    |
| Алексіс Денісоф | Джон Бейкер                 |
| Вільям Марш     | офіцер акустик              |
| Шеймус МакКвейд | рульовий                    |
| Пол Бірчард     | командир торпедного відсіку |
| Олівер Марло    | доктор                      |
| Марк Дрюрі      | Петрачков                   |